# Praça Conde de Agrolongo

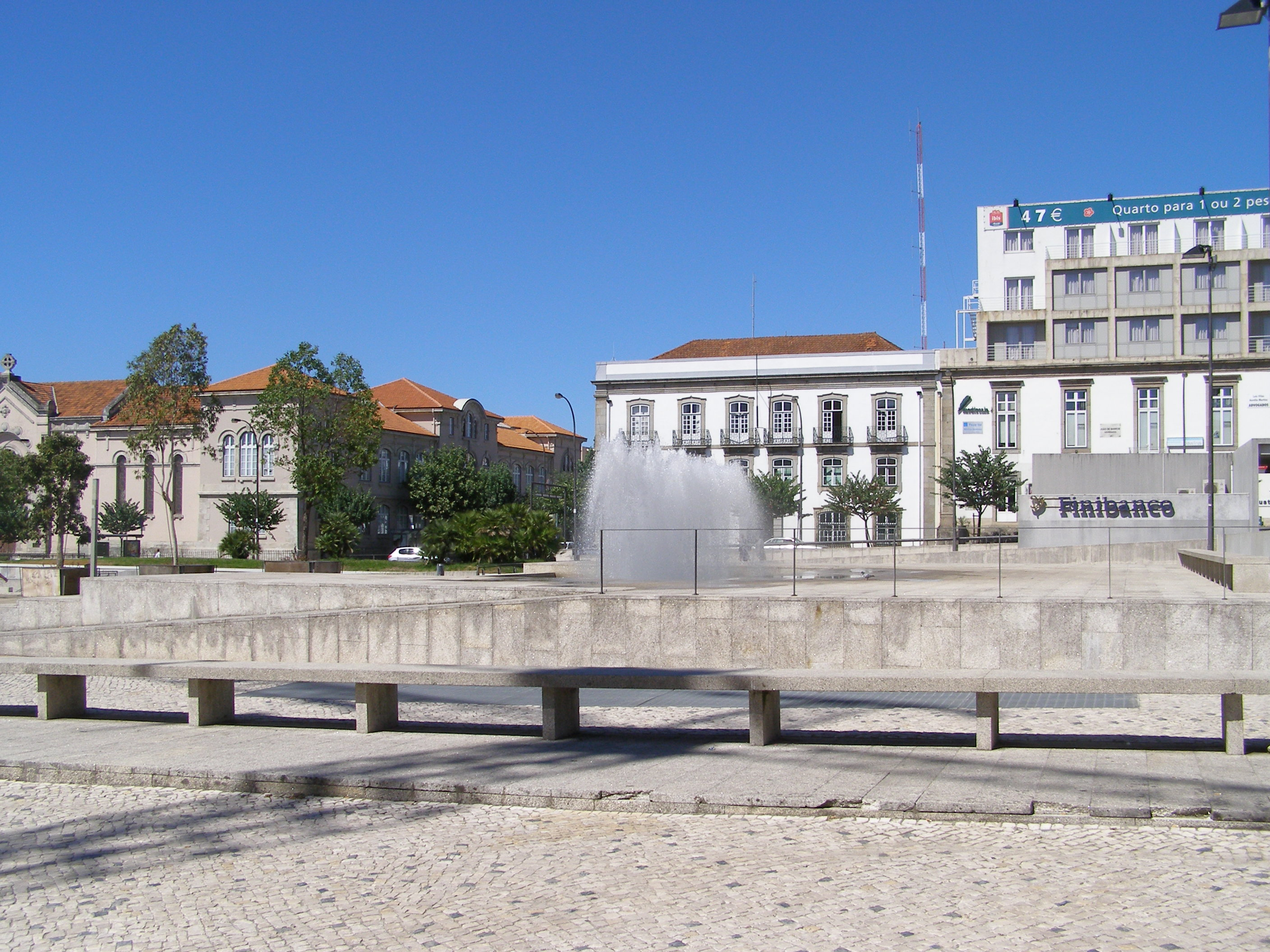
Parte Norte da Praça

A Praça Conde de Agrolongo, em memória do filantropo Conde de Agrolongo, é uma grande praça aberta pelo arcebispo D. Diogo de Sousa no século XVI, na cidade de Braga, Portugal. A praça foi construída sobre o vinhedo da Santa Eufémia, daí ser conhecida popularmente como Campo da Vinha. Nesse mesmo século, no período da Contra-Reforma, são ainda construídos três grandes edifícios monumentais na praça, o Convento do Pópulo, Convento do Salvador e o Seminário de São Pedro, este último foi demolido no inicio do século XX.
Desde 1865 até 1912 foi chamada de Campo de Dom Luís, passando neste ano a ser chamada Praça Conde de Agrolongo, em homenagem a José Francisco Correia.
Esta praça tem um grande significado histórico cultural, não só para a cidade de Braga como também para o país. Esta praça foi palco de acontecimentos importantes no decorrer da Revolução da Maria da Fonte, dado ali se situar o quartel militar. Em 28 de Maio de 1926, iniciou-se nesta praça a Revolução de 28 de Maio de 1926 comandada pelo general Gomes da Costa (que tem uma estátua na praça). Durante o Estado Novo é palco de grandes paradas militares, demonstrações de força e opressão sobre o povo bracarense. O ano de 1930 é marcado pela visita de António Oliveira Salazar, que nesta praça, perante milhares de pessoas, apregoa os seus ideais. Foi também palco de grandes tensões durante a Revolução dos Cravos, em 25 de Abril de 1974. A sede do Partido Comunista Português, que se situava no topo nascente, foi invadida e incendiada por populares no dia 11 de Agosto de 1975.
A praça teve ao longo dos anos várias utilidades, talvez a mais marcante era a realização da feira semanal, cheia de artesãos, lavradeiras, padeiros, peixeiros, alfaiates, sapateiros, entre outros, que atraiam ao local multidões de pessoas oriundas de toda a região. Foi também um espaço de desporto onde se realizavam provas de atletismo, ciclismo e onde se praticou pela primeira vez em Braga futebol (junto ao Convento do Pópulo).
No início dos anos 90 do século XX foi construído um grande parque de estacionamento subterrâneo. A Câmara – então gerida pelo socialista Mesquita Machado – deu à empresa construtora a posse efetiva do terreno à superfície, situado em cima do parque de estacionamento subterrâneo. Tal opção obriga a que, qualquer ‘mexida’ naqueles dois espaços tem de ter autorização da Bragaparques, isto porque a Câmara apenas tem direito de uso.
Um dos actuais polos de atracção é o edifício GNRation, antigo quartel da Guarda Nacional Republicana, que foi recuperado por ocasião do Braga 2012 - Capital Europeia da Juventude. O edifício era o antigo Colégio Inglês, nacionalizado em Abril de 1911, pelo decreto que determinou que estes estabelecimentos de ensino não podiam ser administrados por estrangeiros.

## Edifícios notáveis

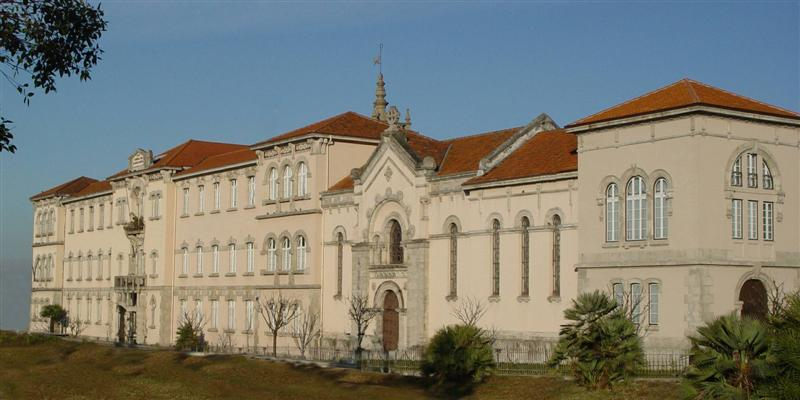
Convento do Salvador

Na praça podemos encontrar vários edifícios com importância histórica e arquitectónica:
- Igreja do Pópulo
- Convento do Salvador
- Casa dos Maciéis Aranhas e anexos (n.º 115 e n.º 116)
- Palacete dos Vilhenas Coutinhos